# Позориште лутака „Пинокио”
Позориште лутака „Пинокио” је дечје луткарско позориште у Београду. Основано је као путујуће позориште 13. септембра 1972. године, а у садашњу зграду уселило се 2014. године. Позориште је под покровитељством Скупштине Града Београда и налази се у улици Булевар маршала Толбухина број 1.

## Историја
Позориште Пинокио је званично отворено 13. септембра 1972. године наступом на Сусрету позоришта Србије у Новом Саду, са представом Две приче. Оснивач позоришта је Живомир Јоковић; поред њега, малу екипу чинило је троје глумаца који су представе изводили по целој Србији: Вера Игњатовић, Бранислава Станишић и Јован Ковачев. Првог априла 1973. године Пинокио мења своје име у Позориште лутака „Пинокио”, а 1978. године добија статус сталног београдског позоришта. Основу репертоара чине представе рађене по мотивима класичних бајки, легенди, епске поезије, али и према савременим драмским текстовима. Позориште је до сада учествовало на бројним домаћим и међународним фестивалима и добитник је великог броја  значајних награда и признања.
Позориште лутака „Пинокио” је главни организатор Фестивала монодраме и пантомиме у Земуну. Данас представља једну од најзначајнијих дечјих културних институција Србије.